# OpenVG
OpenVG是为硬件加速矢量图形而设计的一个API，主要面向的计算平台为智能手机、游戏主机、机顶盒与消费电子产品。它可以帮助设备制造商将用户界面（UI）的图形计算量由CPU转移到GPU上，使用户界面可以使用更多的多边形来绘制的更加优美，同时降低能耗。OpenVG可以很好地加速Flash动画与移动设备级别的SVG图像。OpenGL ES提供了相似的3D图像函数。OpenVG由Khronos非盈利技术协会管理。